# Osmanenherrschaft in Ägypten

Die osmanische Provinz Ägypten unter der Herrschaft des Khediven Ismail Pascha.

Die Osmanenherrschaft in Ägypten dauerte von 1517 bis 1882 (als Eyâlet Ägypten; formal bis 1914).
Nach der Eroberung des Mamlukenreichs und der Besetzung Ägyptens durch die Osmanen (1517) reorganisierten diese die Verwaltung. Dabei wurde Syrien der Verwaltung von Ägypten entzogen. Im 16. Jahrhundert war das Land für die Osmanen ein wichtiger Stützpunkt für die Expansion in Nordafrika und Arabien. So wurden von Ägypten aus die Küstengebiete des Roten Meers und der Jemen unterworfen und mit einer Flotte die Portugiesen im Indischen Ozean angegriffen.
Allerdings begannen die Osmanen schon im 17. Jahrhundert, die Kontrolle über Ägypten zu verlieren, so dass die alte Mamluken-Elite wieder ihren Einfluss erlangte. Zwar kam es unter den Fraktionen der Faqariyya (Vorherrschaft 1631–1656) und der Qasimiyya (1660–1692) zu Auseinandersetzungen, doch konnte sich die Wirtschaft, besonders auf Grund des Kaffeehandels, weiterentwickeln.
Im 18. Jahrhundert begann der Niedergang der ägyptischen Wirtschaft, da durch die zunehmende politische Unsicherheit, die Beduineneinfälle und starke Steuerbelastungen die Landwirtschaft mangels Pflege der Bewässerungsanlagen einen Niedergang erlebte und auch der Handel stark gestört wurde. Zudem erfolgte durch Hungersnöte und Pestepidemien ein starker Bevölkerungsrückgang.
Zwar gelang es einigen Führern der Mamluken, u. a. Ali Bey al-Kabir (1760–1772), die Kontrolle über Ägypten zu erringen, doch konnte durch die internen Machtkämpfe und die gelegentlichen osmanischen Interventionen keine stabile Herrschaft aufgebaut und die Wirtschaft wieder belebt werden. 
Als die Ägyptische Expedition Napoleons 1798 im Nildelta bei Alexandria anlandete, eröffnete sich eine neue Zeit politischen und wirtschaftlichen Aufschwungs in Ägypten. Nach dem Abzug der letzten französischen Truppen 1801 brachen in Ägypten heftige Machtkämpfe aus. In diesen setzte sich Muhammad Ali Pascha als osmanischer Vizekönig in Ägypten durch. Durch die Befriedung des Landes und den Ausbau der Bewässerungssysteme kam es wieder zu einem Wirtschaftsaufschwung, der auch durch den Versuch einer staatlichen Industrialisierung gefördert wurde. Nach dem Mamlukenmassaker in Kairo (1811), bei dem Muhammad Ali Pascha die Mamluken als Machtfaktor in Ägypten ausschaltete, wurde eine moderne Verwaltung aufgebaut. Unter der Dynastie des Muhammad Ali gehörte Ägypten zwar weiterhin zum Osmanischen Reich, führte aber teilweise gegen dieses Krieg. Mit der Besetzung Ägyptens durch britische Truppen im Zuge des Anglo-Ägyptischen Krieges 1882 hatte Großbritannien die Kontrolle über das Land übernommen, ohne dessen Zuordnung zum Osmanischen Reich zu beenden. Wegen Unterstützung der nationalistischen Bewegung gegen die britische Besatzung wurde Abbas II., der Ururenkel Muhammad Alis, im Ersten Weltkrieg von den Briten am 18. Dezember 1914 abgesetzt und ging ins Exil. Großbritannien erklärte Ägypten offiziell zu seinem Protektorat, dem Sultanat Ägypten, womit die letzten formalen Beziehungen zum Osmanischen Reich aufgehoben wurden. Die Briten erhoben Hussein Kamil zum Sultan. 